# 特烏斯特佩
特烏斯特佩（西班牙語：Teustepe），是尼加拉瓜的城鎮，位於該國中部，由博阿科省負責管轄，面積646平方公里，海拔高度146米，2005年人口26,265，人口密度每平方公里40.66人。
12°25′N 85°48′W / 12.417°N 85.800°W